# Poggio San Marcello
Poggio San Marcello település Olaszországban, Marche régióban, Ancona megyében. Lakosainak száma 672 fő (2023. január 1.). Poggio San Marcello Castelplanio, Montecarotto, Belvedere Ostrense és Rosora községekkel határos.

## Népesség
A település lakossága az elmúlt években az alábbi módon változott:
| Lakosok száma | 685  | 681  | 672  |
|               | 2017 | 2018 | 2023 |